# Зеркаль, Елена Владимировна
Еле́на Влади́мировна Зерка́ль (укр. Олена Володимирівна Зеркаль; род. 24 июня 1973, Киев, Украинская ССР, СССР) — украинский государственный деятель, заместитель министра иностранных дел Украины по вопросам европейской интеграции с 2014 года. Также в течение 12 лет работала в Министерстве юстиции Украины начиная с 2001 года в качестве директора Департамента международного права (2001—2005), директора Государственного департамента по гармонизации законодательства (2005—2011) и в качестве директора Департамента по связям с органами государственной власти (2011—2013). Чрезвычайный и полномочный посол (2016).
Советник председателя правления Нафтогаза.
Владеет украинским, русским, английским и французским языками.

## Биография
С января 1991 года по февраль 1992 года — лаборант в Киевском государственном университете им. Т. Г. Шевченко.
С февраля 1992 года по май 1994 года — секретарь генерального директора компании «Инсофттех».
С мая 1994 года по июнь 2000 года — юрисконсульт ЗАО «Укрпобуттехника».
В 1998 году окончила юридический факультет Национального университета имени Тараса Шевченко.

### В Министерстве юстиции
С декабря 2001 года по январь 2005 года — заместитель директора, а затем директор департамента международного права Министерства юстиции (Украина).
С января 2005 года по апрель 2011 года — директор Государственного департамента по вопросам адаптации законодательства в Министерстве юстиции .
В 2005 году — представитель Украины на конференции Украины и Польши по вопросам европейской интеграции.
В 2006 году — член постоянной украинско-литовской комиссии по европейской интеграции.
С 2007 года по 2013 год — член украинской делегации по заключению Соглашения об ассоциации между Украиной и Европейским Союзом.
В 2008 году окончила Институт международных отношений при Киевском национальном университете им. Т. Шевченко по специальности «международные экономические отношения» и получила степень магистра международных отношений и диплом.
Летом 2008 года — украинский делегат на переговорах с европейской комиссией относительно рамочного Соглашения между Европейским сообществом и Украиной.
В 2010 году — член украинской делегации на переговорах с европейской комиссией относительно внесения поправок в Соглашение между Украиной и ЕС об упрощении оформления виз.
С апреля 2011 года по май 2013 года — директор департамента взаимодействия с органами власти Министерства юстиции Украины.
С 2011 года — член коллегии Государственной пенитенциарной службы Украины.
В 2012 году — член межведомственного Координационного совета по вопросам создания электронного реестра пациентов Минздрава.
С 2012 года — член коллегии государственной регистрационной службы Украины.
10 апреля 2013 года — участник сессии Верховной Рады по вопросам прав человека, национальных меньшинств и межнациональных отношений.

### Заместитель министра иностранных дел
20 августа 2014 года распоряжением премьер-министра Украины Арсения Яценюка была назначена заместителем министра иностранных дел Украины в качестве одного из самых опытных специалистов в области европейской интеграции. Она принимала участие во всех раундах переговоров по политической и экономической части Соглашения об ассоциации, представляя Министерство юстиции Украины.
Елена Зеркаль также представляла Украину с 6 марта по 9 марта 2017 года в Международном суде в Гааге, в ходе публичных слушаний, обвиняя Россию в поддержке международного терроризма и нарушении прав человека на оккупированных и неконтролируемых территориях Украины, включая Крым и части Донбасса.
20 ноября 2019 года в интервью в программе «Он воно як» («Вот оно как») Е. Зеркаль объявила о намерении уйти в отставку. 28 ноября она официально подала заявление о собственной отставке.

### Работа после отставки
С января 2020 года Зеркаль была советницей тогдашнего председателя правления «Нефтегаза» Андрея Коболева и представляла его в связях со стейкхолдерами. С 14 мая 2020 возглавляла защиту «Нафтогаза» в судах с Газпромом и РФ.
С 1 июня 2021 года — советница Министра энергетики Украины Германа Галущенко.
30 сентября 2022 года заявила, что G7, ЕС и США для любых переговоров [с Кремлем] теперь будут ждать смены режима и появления новых лиц.
В мае 2025 года заявила, что полностью исключает сценарий капитуляции Украины.

## Другие виды деятельности
- Всемирный экономический форум (ВЭФ), член делегации Украины (с 2017)[27].

## Признание
- Заслуженный юрист Украины[28]
- Почётная грамота Кабинета Министров Украины (сентябрь 2004)
- Знак Министерства юстиции Украины «За заслуги» (август 2012)
- Государственный служащий, 3-го ранга (апрель 2009)
- Государственный служащий 5-го ранга (март 2005)